# Dös

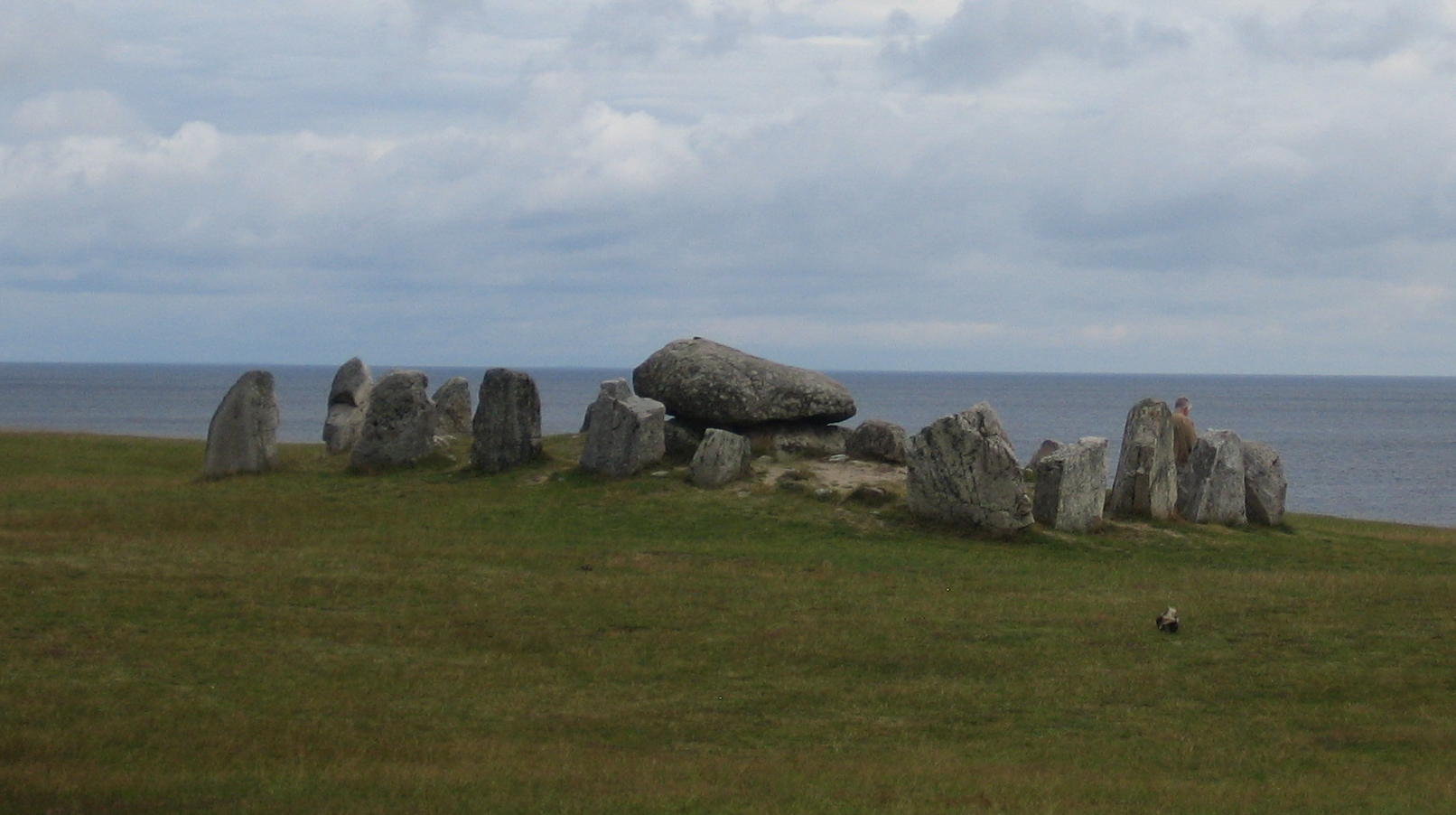
Havängsdösen i Ravlunda socken på Österlen är en av de mest kända dösarna i Sverige. Detta är en långdös med rektangulär gravkammare och kantkedja.

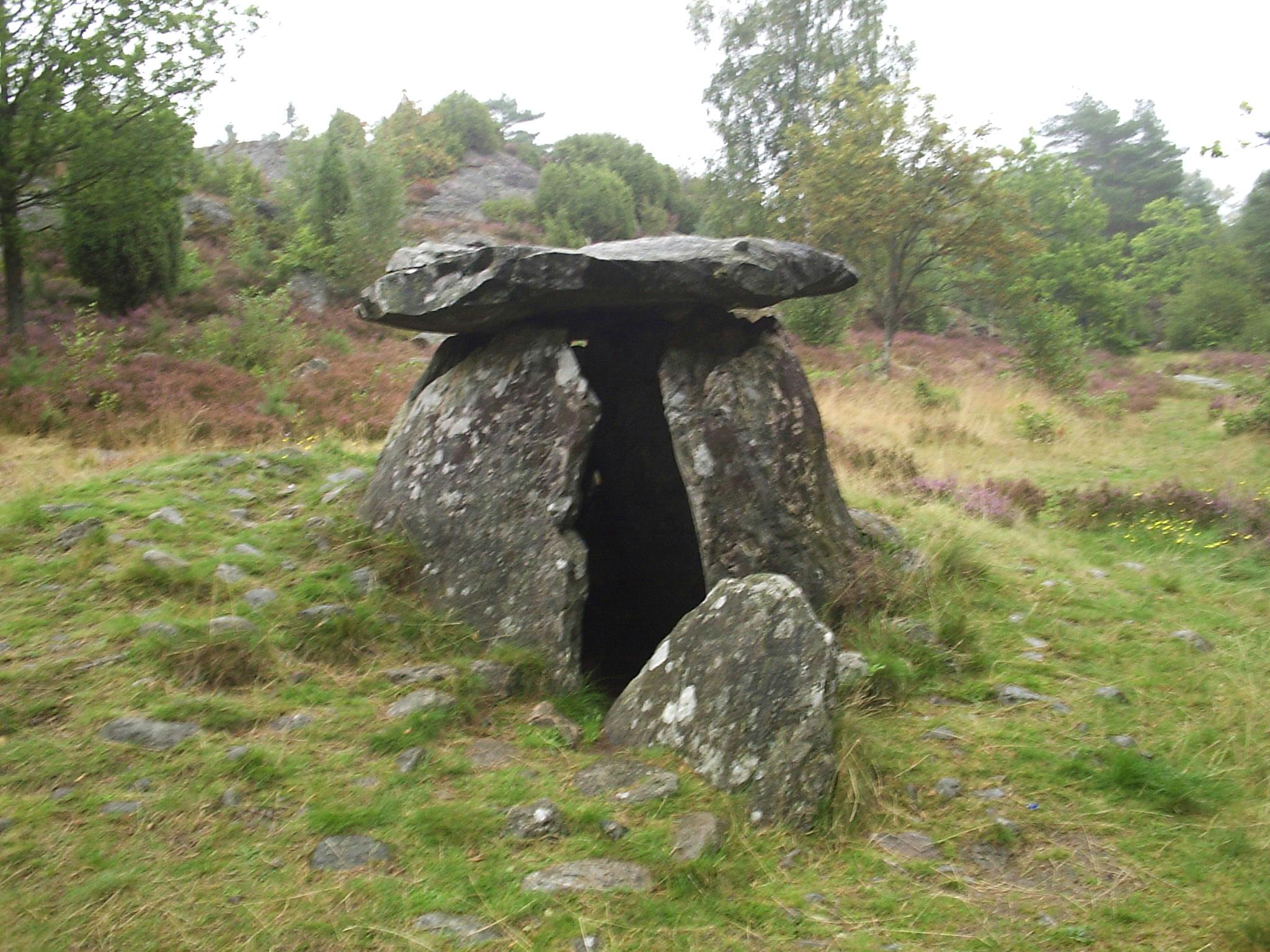
Hagadösen på Orust är en annan av de mest kända dösarna i Sverige. Detta är en runddös omgiven av en rund hög med rund kantkedja.

Dösen är den äldsta formen av megalitgrav i Norden. Typen anlades under en del av bondestenåldern runt 3600–3350 f.Kr. och ersatte på sina håll i Danmark och Skåne den tidigare typen långhög som bara ibland är byggd av stenblock. Gravskicket knyts till trattbägarkulturen i Skandinavien, men förutom en generell förekomst runt om i hela Danmark, finns de så gott som bara längs Skånes kuster och längs Västkusten i Sverige.
Dösarna efterföljdes av en annan form av megalitgravar, gånggriften, vars kammare och framför allt gång är större än hos dösen och de kom att ersätta dösarna runt 3350 f.Kr. Även hällkistorna vid slutet av bondestenåldern, runt 2400–1500 f.Kr., räknas av somliga forskare till megalitgravarna, trots att de i regel är små och byggda av betydligt mindre stenblock samt efter en lång tidsperiod utan något användande av megalitgravar. Andra forskare räknar bara dösar och gånggrifter till megalitgravarna.

## Utbredning i Norden
Dösarna finns framförallt i Skåne och Bohuslän, men enstaka finns även i andra landskap i Götaland. Sammanlagt uppgår de till runt 100 stycken bevarade gravar, varav 44 i Skåne och 44 i Bohuslän. Det ska jämföras med att Danmark har runt 4 500 dösar bevarade, med ett uppskattat antal av minst 6000 stycken. Även runt Oslofjorden i sydöstra Norge finns ett mindre antal dösar samt enstaka i Halland, på Falbygden, i Värmland, i Östergötland, på Öland och på Gotland. Liknande typer av megalitgravar finns i stora delar av Västeuropa men även i sydöstra Europa.

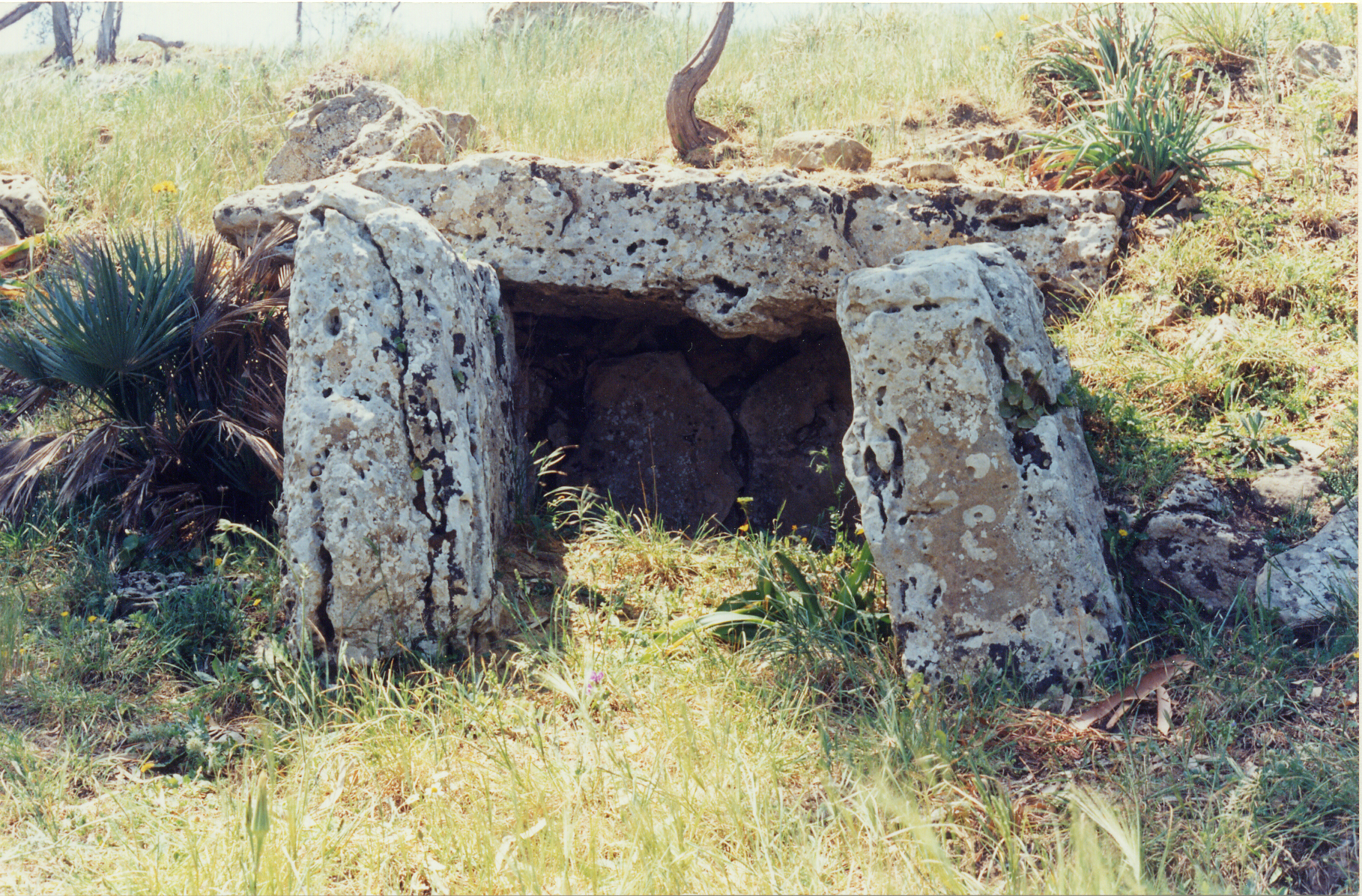
Dolmen i Monte Bubbonia, Sicilien

## Olika döstyper
Det finns lokala avvikelser i val av bergart för dösarna, och detta påverkar utseendet. Det gemensamma är dock att kammaren vanligtvis är uppbyggd av 4–5 stående väggstenar, med ett enda takblock lagt ovanpå. Den äldsta döstypen i Norden är den kistformade eller rektangulära gravkammaren, omgiven av en avlång eller rektangulär hög och kantkedja, men de kan också ha en rund kantkedja. Dessa långa högar kan innehålla flera döskammare och döstypen kallas långdös. En något yngre döstyp har en mer rundad eller kvadratisk gravkammare och omges oftast av en rund hög och kantkedja. Denna döstyp kallas runddös. Runddösar är särskilt karaktäristiska för Bohuslän, exempelvis den kända Hagadösen på Orust, vars hög är ganska obetydlig men vars kammare är en av landskapets största. En del dösar har även ett par tvärställda stenar vid öppningen vilket bildar en ingång in till kammaren. Döskammaren är ibland polygonal som till exempel dösen Trollasten i Stora Köpinge socken. Även dösarna i Bohuslän har ibland polygonala kammare.
Dösens kammare anses vanligen varit avsedd för gravsättning av en enda person, men många saknar spår efter gravläggningar över huvud taget, och andra dösar kan påvisas ha blivit använda under århundradena därefter. Dösarna är relativt fyndfattiga i jämförelse med de efterföljande och större gånggrifterna, men vid arkeologiska utgrävningar kan emellanåt keramikrester hittas vid kantkedjan.

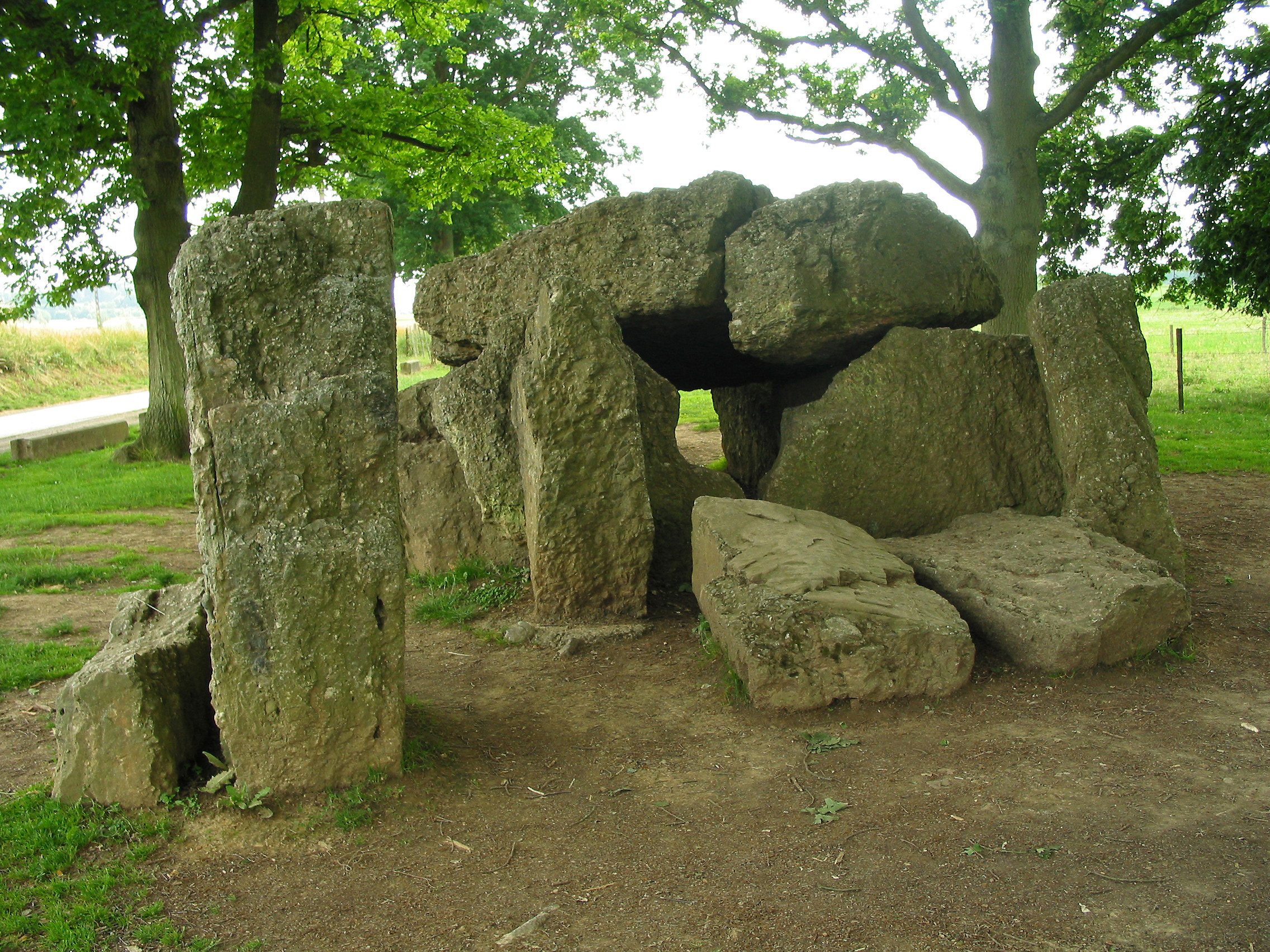
Denna dolmen i Wéris i Belgien är ett av många exempel där ordet dolmen inte kan översättas eller ens jämföras med begreppet dös utan snarare påminner om en gravtyp som i Sverige är känd som hällkista med gavelhål.

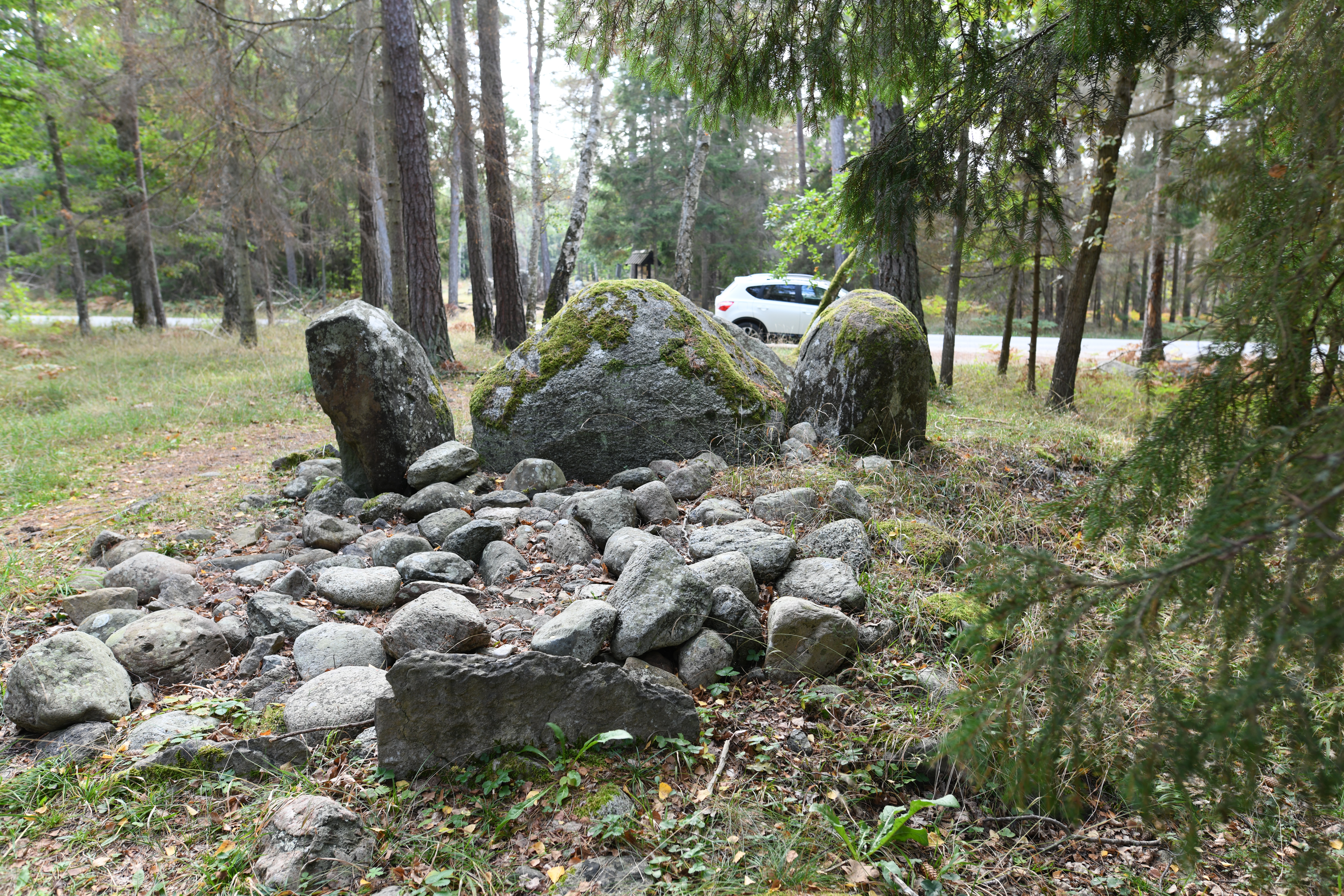
Ansarvedösen Gotland

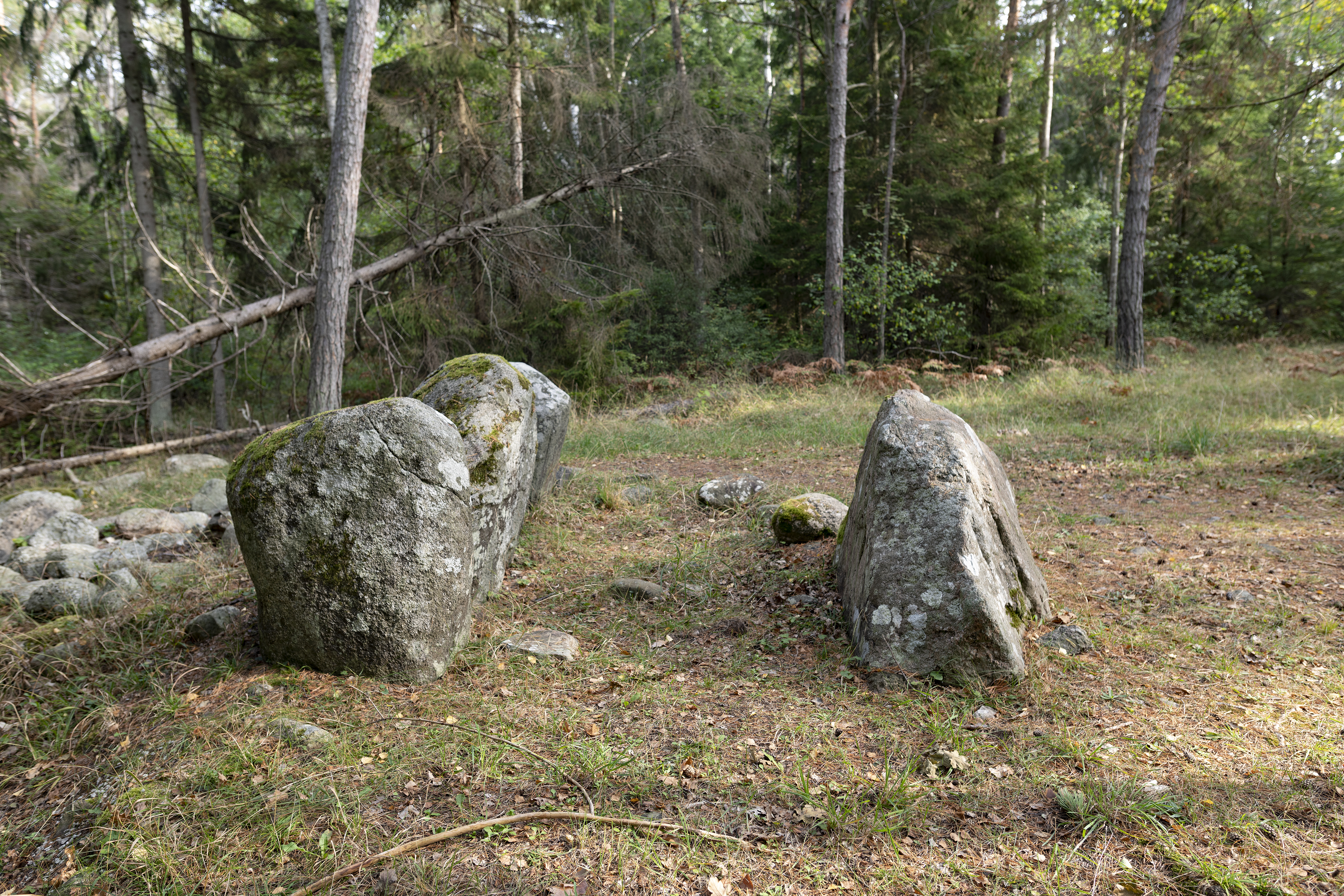
Ansarvedösen Gotland

## Dolmen
Dolmen (av bretonskans taol, "bord", och men, "sten") används av utomskandinaviska arkeologer för att beteckna vad nordiska arkeologer kallar dös eller dysse. Ofta används ordet dolmen i mer vidsträckt betydelse, som gemensam benämning på hela den grupp av fornlämningar där dösar, gånggrifter och hällkistor ingår, varför ordet kan översättas med allmänna begreppet stenkammargrav. För att ange vilken typ som avses kan komplettera ordet dolmen med en beskrivning som visar vilken grupp som avses.
Ordet dolmen behöver inte tas upp i den svenska arkeologiska terminologin, men vid översättning till svenskt ord får man noga kontrollera huruvida det är den allmänna eller den mer inskränkta betydelsen som avses, eftersom ordet långt ifrån alltid kan översättas till dös.